# Sofronio Española
Sofronio Española is een gemeente in de Filipijnse provincie Palawan. Bij de laatste census in 2007 had de gemeente bijna 29 duizend inwoners.

## Geografie

### Bestuurlijke indeling
Sofronio Española is onderverdeeld in de volgende 9 barangays:
- Abo-abo
- Iraray
- Isumbo
- Labog
- Panitian
- Pulot Center
- Pulot Interior
- Pulot Shore
- Punang

## Demografie
Sofronio Española had bij de census van 2007 een inwoneraantal van 28.698 mensen. Dit zijn 1.897 mensen (7,1%) meer dan bij de vorige census van 2000. De gemiddelde jaarlijkse groei komt daarmee uit op 0,95%, hetgeen lager is dan het landelijk jaarlijks gemiddelde over deze periode (2,04%). Vergeleken met de census van 1995 is het aantal mensen met 5.712 (24,8%) toegenomen.

De bevolkingsdichtheid van Sofronio Española was ten tijde van de laatste census, met 28.698 inwoners op 473,91 km², 48,5 mensen per km².